# Autorenkreis Ruhr-Mark
Der Autorenkreis Ruhr-Mark e. V. ist eine der ältesten unabhängigen Autorenvereinigungen bundesweit.

## Der Verein
Der Verein wurde 1961 von Hans Schulz-Fielbrandt und Richard Althaus gegründet und hat seinen Sitz in Hagen.
Die Gründungsversammlung fand am 28. Oktober 1961 im Hotel Deutsches Haus in Gevelsberg statt, damals noch unter dem Namen „Kreis der Weggefährten“.
Seit 1978 ist der Autorenkreis ein eingetragener Verein.
Das Ziel des Vereins ist es

„… durch gegenseitigen Austausch und konstruktive Kritik die Qualität der eigenen literarischen Arbeit zu optimieren, nach außen hin gesellschaftspolitisch Position zu beziehen, aber auch den Gedanken der Poesie und zeitkritischer Prosa über den Literaturkanal in die Öffentlichkeit zu transportieren.“

Der Verein hat rund 40 Mitglieder aus dem Ruhrgebiet und der Mark (und den jeweiligen Umgebungen) mit ganz unterschiedlichem Hintergrund.
Viele der aktuellen und ehemaligen Vereinsmitglieder haben sich mit ihren Veröffentlichungen einen Namen über die Region hinaus gemacht. Zu den ehemaligen Mitgliedern zählt der bekannte Schriftsteller Alfred Müller-Felsenburg, den nach ihm benannten Alfred-Müller-Felsenburg-Preis für aufrechte Literatur haben schon eine Reihe von Vereinsmitgliedern zuerkannt bekommen.
Rund alle zwei Jahre gibt der Autorenkreis eine Anthologie heraus, die jeweils zu einer ausgewählten Problematik Stellung bezieht. So erschien 2011, dem Jahr des 50-jährigen Bestehens des Vereins, die Jubiläumsanthologie „Streifzüge“, eine Retrospektive über die Jahre des gemeinsamen Schaffens, die auch an kritische Auseinandersetzungen erinnert.
Daneben plant und realisiert der Autorenkreis Literaturwettbewerbe und organisiert öffentliche Lesungen mit unterschiedlichen Schwerpunkten.